# 여주 효종 영릉재실
여주 효종 영릉재실(驪州 孝宗 寧陵齋室)은 경기도 여주시 세종대왕면 왕대리, 영릉에 있는 부속건물이다. 2007년 11월 29일 대한민국의 보물 제1532호로 지정되었다.

## 개요
영릉(寧陵)은 조선 제17대 효종대왕(1619～1659, 재위 1649～1659)과 인선왕후 장씨의 능이며, 재실(齋室)은 제관(祭官)의 휴식, 제수장만 및 제기 보관 등의 제사기능을 수행하기 위한 능의 부속건물이다.
효종대왕릉은 1659년 경기도 양주군 건원릉(현 경기도 구리시 동구릉)의 서쪽에 조성하고, 능호를 익릉(翼陵)이라 하였으며, 그 앞에 재실을 건립하였다. 이후 1673년 석물에 틈이 생겨 현 위치로 옮겨오면서 능호를 영릉으로 고치고 재실도 함께 옮겨왔다.
현재 남아있는 조선 왕릉의 재실은 일제강점기와 6·25전쟁을 거치면서 대부분 멸실되어 원형이 훼손되었음에도 불구하고 이곳 영릉 재실은 조선 왕릉 재실의 기본형태가 가장 잘 남아있고, 공간구성과 배치가 뛰어나 대표적인 조선시대 재실건축으로 학술적·역사적 가치가 높이 평가된다.

## 같이 보기
- 영녕릉

## 참고 자료
- 여주 효종 영릉재실 - 국가유산청 국가유산포털
- 이 문서에는 문화재청에서 공공누리 제1유형으로 배포된 자료를 바탕으로 한 내용이 포함되어 있습니다.